# Mistrovství Evropy v plavání v krátkém bazénu 2012
Mistrovství Evropy v plavání v krátkém bazénu 2012 se konalo od 22, do 25, listopadu 2012 v Chartres. Plavalo se na desetidráhovém bazénu, ale postupuvalo 8 a 16 plavců do finále a semifinále stejně jako na LOH a MS a ne 10 respektive 20 jako na předchozím ME a na Mistrovství Evropy v plavání v krátkém bazénu 2009. Disciplíny na 50m a 100m se plavou na semifinále a finále. U disciplín na 200m a více pouze osm nejlepších z dopoledních rozplaveb postupuje do finále. Výjimkou jsou disciplíny 800m a 1500m volný způsob, které se plavou přímo na čas (vítězem se stává nejrychlejší plavec rozplaveb a poslední nejrychlejší rozplavba se plave v odpoledním finálovém bloku) do odpoledních finále a semifinále mohou postoupit pouze dva plavci z jedné národní reprezentace. Novinkou tohoto ME byly smíšené štafety.

## Přehled medailistů

### Muži
| Disciplína              | Zlato | Zlato    | Stříbro | Stříbro  | Bronz | Bronz    |
| ----------------------- | --- | -------- | --- | -------- | --- | -------- |
| 50 m Volný způsob       | Florent Manaudou FRA | 20,70    | Vladimír Morozov RUS | 20,89    | Frédérick Bousquet FRA                                                                                                  | 20,97    |
| 100 m Volný způsob      | Vladimír Morozov RUS | 45,68    | Yevgeny Lagunov RUS | 46,52    | Yannick Agnel FRA | 46,80    |
| 200 m Volný způsob      | Yannick Agnel FRA | 1:41,46  | Pieter Timmers BEL | 1:43,08  | Grégory Mallet FRA | 1:43,21  |
| 400 m Volný způsob      | Yannick Agnel FRA | 3:37,54  | Gabriele Detti ITA | 3:41,66  | Andrea Mitchell D'Arrigo ITA                                                                                            | 3:42,32  |
| 1500 m Volný způsob     | Gregorio Paltrinieri ITA | 14:27,78 | Serhiy Frolov UKR | 14:30,87 | Anthony Pannier FRA | 14:41,97 |
| 50 m Znak               | Jérémy Stravius FRA | 23,28    | Guy Barnea ISR | 23,46    | Vladimír Morozov RUS | 23,47    |
| 100 m Znak              | Jérémy Stravius FRA | 49,70    | Benjamin Stasiulis FRA | 50,31    | Damiano Lestingi ITA | 51,35    |
| 200 m Znak              | Radosław Kawęcki POL | 1:48,51  | Péter Bernek HUN | 1:49,41  | Benjamin Stasiulis FRA                                                                                                  | 1:51,81  |
| 50 m Prsa               | Fabio Scozzoli ITA | 26,18    | Aleksander Hetland NOR | 26,20    | Damir Dugonjič SLO | 26,24    |
| 100 m Prsa              | Fabio Scozzoli ITA | 57,25    | Martti Aljand EST | 57,75    | Giacomo Perez d'Ortona FRA                                                                                              | 57,76    |
| 200 m Prsa              | Viatcheslav Sinkevich RUS | 2:04,55  | Ihor Borysyk UKR | 2:05,12  | Andriy Kovalenko UKR | 2:05,21  |
| 50 m Motýlek            | Rafael Muñoz ESP | 22,53    | Frédérick Bousquet FRA | 22,54    | Andriy Govorov UKR | 22,72    |
| 100 m Motýlek           | Yevgeny Korotyshkin RUS | 49,98    | Rafael Muñoz ESP | 50,39    | Medhy Metella FRA | 50,66    |
| 200 m Motýlek           | László Cseh HUN | 1:52,11  | Viktor Bromer DEN | 1:53,38  | Joeri Verlinden NED | 1:53,47  |
| 100 m Polohový závod    | Vladimír Morozov RUS | 51,89    | Peter Mankoč SLO | 52,64    | Martti Aljand EST | 52,92    |
| 200 m Polohový závod    | László Cseh HUN | 1:52,74  | Jérémy Stravius FRA | 1:54,00  | Gal Nevo ISR | 1:55,14  |
| 400 m Polohový závod    | László Cseh HUN | 4:00,99  | Dávid Verrasztó HUN | 4:02,54  | Gal Nevo ISR | 4:04,80  |
| 4x50 m Volný způsob     | FRA Florent Manaudou (20,83) Frédérick Bousquet (20,65) Jérémy Stravius (21,00) Amaury Leveaux (20,83) Joris Hustache(h) Grégory Mallet(h) Medhy Metella(h)        | 1:23,31  | RUS Vladimír Morozov (20,78) NR Andrey Grechin (21,21) Yevgeny Lagunov (20,84) Vitaly Syrnikov (21,16) Evgeny Korotyshkin(h) | 1:23,99  | BEL Emmanuel Vanluchene (21,75) Pieter Timmers (21,27) Yoris Grandjean (21,58) Jasper Aerents (21,00) Stijn Depypere(h) | 1:25,60  |
| 4x50 m Polohová štafeta | FRA Jérémy Stravius (23,47) Giacomo Perez d'Ortona (26,12) Frédérick Bousquet (22,58) Florent Manaudou (20,18) Dorian Gandin(h) Romain Sassot(h) Grégory Mallet(h) | 1:32,35  | RUS Vladimír Morozov (23,59) Oleg Utekhin (26,50) Yevgeny Korotyshkin (22,52) Yevgeny Lagunov (21,26) Vitaly Syrnikov(h)     | 1:33,87  | CZE Martin Baďura (24,51) Petr Bartůněk (26,70) Michal Ledl (22,97) Tomáš Plevko (21,00)                                | 1:35,18  |

### Ženy
| Disciplína              | Zlato | Zlato   | Stříbro | Stříbro | Bronz | Bronz   |
| ----------------------- | --- | ------- | --- | ------- | --- | ------- |
| 50 m Volný způsob       | Alexandra Herasimenjová BLR                                                                                | 23,85   | Triin Aljand EST | 24,24   | Jeanette Ottesen DEN                                                                                               | 24,24   |
| 100 m Volný způsob      | Veronika Popova RUS                                                                                        | 52,86   | Jeanette Ottesen DEN                                                                                                  | 53,13   | Charlotte Bonnet FRA                                                                                               | 53,23   |
| 200 m Volný způsob      | Camille Muffatová FRA                                                                                      | 1:52,20 | Charlotte Bonnet FRA                                                                                                  | 1:54,00 | Veronika Popova RUS                                                                                                | 1:54,20 |
| 400 m Volný způsob      | Camille Muffatová FRA                                                                                      | 3:54,85 | Lotte Friisová DEN | 3:58,85 | Coralie Balmy FRA                                                                                                  | 3:59,80 |
| 800 m Volný způsob      | Lotte Friisová DEN                                                                                         | 8:10,24 | Hannah Miley GBR | 8:15,66 | Aimee Willmott GBR                                                                                                 | 8:18,90 |
| 50 m Znak               | Laure Manaudou FRA                                                                                         | 26,78   | Sanja Jovanović CRO                                                                                                   | 26,84   | Simona Baumrtová CZE                                                                                               | 26,97   |
| 100 m Znak              | Daryna Zevina UKR                                                                                          | 57,07   | Laure Manaudou FRA | 57,70   | Simona Baumrtová CZE                                                                                               | 58,08   |
| 200 m Znak              | Daryna Zevina UKR                                                                                          | 2:01,97 | Alexianne Castel FRA                                                                                                  | 2:03,23 | Simona Baumrtová CZE                                                                                               | 2:03,43 |
| 50 m Prsa               | Petra Chocová CZE                                                                                          | 30,02   | Rikke Møller Pedersen DEN                                                                                             | 30,25   | Sycerika McMahon IRL                                                                                               | 30,34   |
| 100 m Prsa              | Rikke Møller Pedersen DEN                                                                                  | 1:04,12 | Petra Chocová CZE | 1:05,50 | Marina García Urzainqui ESP                                                                                        | 1:05,82 |
| 200 m Prsa              | Rikke Møller Pedersen DEN                                                                                  | 2:17,26 | Marina García Urzainqui ESP                                                                                           | 2:20,57 | Hanna Dzerkal UKR                                                                                                  | 2:21,94 |
| 50 m Motýlek            | Jeanette Ottesen DEN                                                                                       | 25,21   | Alexandra Herasimenjová BLR                                                                                           | 25,53   | Mélanie Henique FRA                                                                                                | 25,76   |
| 100 m Motýlek           | Ilaria Bianchi ITA                                                                                         | 56,40   | Kimberly Buys BEL | 57,00   | Jeanette Ottesen DEN                                                                                               | 57,13   |
| 200 m Motýlek           | Katinka Hosszúová HUN                                                                                      | 2:05,78 | Stefania Pirozzi ITA                                                                                                  | 2:06,09 | Alessia Polieri ITA                                                                                                | 2:06,63 |
| 100 m Polohový závod    | Katinka Hosszúová HUN                                                                                      | 58,83   | Zsuzsanna Jakabos HUN                                                                                                 | 59,15   | Siobhan-Marie O'Connor GBR                                                                                         | 59,72   |
| 200 m Polohový závod    | Katinka Hosszúová HUN                                                                                      | 2:05,78 | Hannah Miley GBR | 2:06,21 | Zsuzsanna Jakabos HUN                                                                                              | 2:06,66 |
| 400 m Polohový závod    | Hannah Miley GBR                                                                                           | 4:23,47 | Katinka Hosszúová HUN                                                                                                 | 4:23,91 | Zsuzsanna Jakabos HUN                                                                                              | 4:25,61 |
| 4x50 m Volný způsob     | DEN Jeanette Ottesen (24,34) Kelly Riber Rasmussen (24,59) Julie Levisen (24,73) Pernille Blume (24,44)    | 1:38,10 | FIN Emilia Pikkarainen (25,09) Lotta Nevalainen (24,29) Laura Kurki (24,21) Hanna-Maria Seppälä (24,54)               | 1:38,13 | BLR Yuliya Khitraya (25,12) Alexandra Herasimenjová (23,68) Oksana Demidova (25,10) Svetlana Khokhlova (24,49)     | 1:38,39 |
| 4x50 m polohová štafeta | DEN Kristina Thomsen (28,16) Rikke Møller Pedersen (29,83) Jeanette Ottesen (25,10) Pernille Blume (24,32) | 1:47,41 | CZE Simona Baumrtová (26,98) Petra Chocová (29,34) Lucie Svěcená (26,59) Aneta Pechancová (24,76) Barbora Závadová(h) | 1:47,67 | FRA Laure Manaudou (27,04) Fanny Babou (31,01) Melanie Henique (25,33) Anna Santamans (24,32) Beryl Gastaldello(h) | 1:47,70 |

### Smíšené štafety
| Disciplína              | Zlato | Zlato   | Stříbro | Stříbro | Bronz | Bronz   |
| ----------------------- | --- | ------- | --- | ------- | --- | ------- |
| 4×50 m volný způsob     | FRA Frédérick Bousquet (20,97) Florent Manaudou (20,35) Camille Muffatová (24,39) Anna Santamans (23,93) Amaury Leveaux(h) Medhy Metella(h) Charlotte Bonnet(h) Beryl Gastaldello(h) | 1:29,64 | RUS Andrey Grechin (21,53) Vladimír Morozov (20,45) Veronika Popova (24,07) Rozaliya Nasretdinova (24,36) Vitaly Syrnikov(h) | 1:30,41 | FIN Hanna-Maria Seppälä (24,74) Laura Kurki (24,11) Andrei Tuomola (21,72) Ari-Pekka Liukkonen (21,17) Lotta Nevalainen(h) | 1:31,74 |
| 4×50 m polohová štafeta | FRA Jérémy Stravius (23,13) Florent Manaudou (25,90) Mélanie Henique (25,61) Anna Santamans (24,10) Cloe Credeville(h) Justine Bruno(h) Frédérick Bousquet(h)                        | 1:38,74 | SLO Anja Čarman (27,19) Damir Dugonjič (25,57) Peter Mankoč (22,20) Nastja Govejšek (24,83)                                  | 1:39,79 | NOR >Lavrans Solli (24,08) Aleksander Hetland (25,78) Monica Johannessen (26,06) Cecilie Johannessen (24,18)               | 1:40,10 |